# Autofradates (general)
Autofradates (en grec antic Aὐτoφραδάτης) era un general persa que es va distingir sota els reis Artaxerxes III de Pèrsia i Darios III de Pèrsia. Durant el regnat del primer, va ser el general que va fer presoner a Artabazos II, sàtrapa de Dascilios, al que després va haver d'alliberar.
Després de la mort de l'almirall Memnó de Rodes l'any 333 aC va assumir el comandament de la flota juntament amb Farnabazos II i va ocupar Mitilene a Lesbos (el setge de la ciutat ja l'havia començat Memnó). Llavors va atacar altres illes de la mar Egea que eren partidàries d'Alexandre el Gran. Poc després Farnabazos, que havia estat absent portant els presoners cap a Lícia, es va reunir amb ell i junts van atacar Ténedos (moderna illa turca de Bozcaada), segons diu Flavi Arrià. Durant aquesta expedició també van assetjar la ciutat d'Atarneu a Mísia, sense èxit.
No torna a ser esmentat després del 332 aC
Per la mateixa època apareix com a sàtrapa de Lídia un Autofradates que segurament no és el mateix personatge. En tot cas entre el 350 aC i el 334 aC ja figura Espitridates com a sàtrapa de Lídia.